# Dillon Jones
Dillon Keshaun Jones (Colúmbia, 29 de outubro de 2001) é um jogador norte-americano de basquete profissional que atualmente joga no Oklahoma City Thunder da National Basketball Association (NBA).
Ele jogou basquete universitário por Weber State e foi selecionado pelo Washington Wizards como a 26º escolha geral no draft da NBA de 2024.

## Início da vida e carreira no ensino médio
Jones cresceu em Columbia, Carolina do Sul, e inicialmente estudou na Keenan High School. Ele teve médias de 12,3 pontos, 7,9 rebotes e 4,9 assistências em sua terceira temporada. Jones foi transferido para a Sunrise Christian Academy em Bel Aire, Kansas antes do início de seu último ano.

## Carreira universitária
Durante sua temporada de calouro com Weber State, Jones jogou em todos os 23 jogos e foi nomeado o Calouro do Ano da Big Sky Conference após ter médias de 8,2 pontos e 5,8 rebotes e liderando a conferência com 37 roubos de bola no total e 1,6 roubos de bola por jogo. Em seu segundo ano, ele foi nomeado para a Primeira-Equipe da Big Sky após ter médias de 12,6 pontos e 10,6 rebotes, além de 1,8 roubos de bola, sendo terceiro da conferência. Jones foi novamente selecionado para a Primeira-Equipe da Big Sky após liderar a conferência novamente com média de 10,9 rebotes, enquanto também teve médias de 16,7 pontos e 1,6 roubos de bola. Após a temporada, ele inscreveu seu nome no draft da NBA de 2023. Jones finalmente desistiu para retornar à Weber State para sua última temporada.

## Carreira profissional

### Oklahoma City Thunder / Blue (2024–Presente)
Em 26 de junho de 2024, Jones foi selecionado pelo Washington Wizards como a 26ª escolha geral no draft da NBA de 2024. Seus direitos de draft foram negociados mais tarde naquele dia, junto com a 51ª escolha no draft de 2024 para o New York Knicks em troca dos direitos de draft de Kyshawn George. Os Knicks imediatamente negociaram os direitos de draft de Jones para o Oklahoma City Thunder por cinco escolhas de draft de segunda rodada. Em 6 de julho, ele assinou um contrato de 4 anos e US$13.4 milhões com o Thunder e, durante sua temporada de novato, foi designado várias vezes para o Oklahoma City Blue da G-League.

## Estatísticas da carreira

### Universidade
| Ano      | Equipe      | PJ  | PT | MPJ  | AP   | 3P   | LL   | RT   | AS  | BR  | TO | PPJ  |
| -------- | ----------- | --- | -- | ---- | ---- | ---- | ---- | ---- | --- | --- | -- | ---- |
| 2020–21  | Weber State | 23  | 2  | 20.5 | .561 | .250 | .790 | 5.8  | 2.0 | 1.6 | .0 | 8.2  |
| 2021–22  | Weber State | 33  | 32 | 33.9 | .541 | .354 | .800 | 10.6 | 2.5 | 1.8 | .1 | 12.6 |
| 2022–23  | Weber State | 32  | 31 | 36.3 | .462 | .303 | .813 | 10.9 | 3.8 | 1.6 | .1 | 16.7 |
| 2023–24  | Weber State | 31  | 31 | 37.0 | .489 | .324 | .857 | 9.8  | 5.2 | 2.0 | .1 | 20.8 |
| Carreira | Carreira    | 119 | 96 | 31.9 | .513 | .307 | .815 | 9.2  | 3.3 | 1.7 | .0 | 14.5 |